# Recea (okręg Jassy)
Recea – wieś w Rumunii, w okręgu Jassy, w gminie Țibănești. W 2011 roku liczyła 150 mieszkańców.